# Berniniella lunaris
Berniniella lunaris är en kvalsterart som först beskrevs av Evans 1952.  Berniniella lunaris ingår i släktet Berniniella och familjen Oppiidae. Inga underarter finns listade.